# 江板站
江板站位于福建省福州市闽候县荆溪镇。目前设有四条股道和一条专用线，无站台。本站往杜坞站方向为双线。